# Dynastie Dlamini
Dynastie Dlamini je svazijská dynastie. Mswati III. je jako král a Ngwenyama (titul mužského panovníka Svazijska) současnou hlavou rodu Dlamini. Swazijští králové jsou i v současnosti označováni jako Ingwenyama a vládnou společně s královnou matkou, která se nazývá Indlovukati. Swazijští králové, stejně jako ostatní národy Nguni, praktikují polygamii a mají tak mnoho manželek a dětí.
Někdy se vyskytuje také název dynastie Nkosi-Dlamini.

## Historie
Dynastie Dlamini sahá až k náčelníkovi Dlamini I. (také známému jako Matalatala), který údajně migroval se Svazijčany z východní Afriky přes Tanzanii a Mosambik. Nicméně Ngwane III., který vládl v letech 1745 až 1780, je často označován za prvního krále moderního Svazijska. V prvních letech dynastie Dlamini se lidé a země, ve které pobývali, nazývali Ngwane, po králi Ngwanem III.
Na začátku 19. století se centrum moci dynastie Dlamini přesunulo do střední části Svazijska, známe jako údolí Ezulwini. K tomu došlo za vlády Sobhuzy I. Na jihu země (dnešní Shiselweni) vedlo napětí mezi lidmi Ngwane a Ndwandwe k ozbrojenému konfliktu. Aby unikl tomuto konfliktu, přesunul Sobhuza své královské hlavní město do Zombodze. V tomto procesu si podmanil mnoho dřívějších obyvatel země, čímž je začlenil pod svou vládu. Později se Sobhuza dokázal strategicky vyhnout konfliktu s mocným královstvím Zulu, které se rozkládalo na jihu řeky Pongola. Dynastie Dlamini rostla na síle a vládla nad velkým územím, během této doby zahrnujícím celé současné Svazijsko.

## Královská rodina
Královská rodina zahrnuje, ale není striktně omezená na krále, královnu matku, královu ženu (emakhosikati), královy děti, stejně tak jako královy sourozence, královy nevlastní sourozence a jejich rodiny. Vzhledem k praktikování polygamie je počet lidí, které lze považovat za členy královské rodiny, poměrně velký. Například se předpokládá, že Jeho Veličenstvo král Mswati III. má přes 200 bratrů a sester.
Členové královské rodiny, včetně krále, často čelili vnitrostátním i mezinárodním kontroverzím. Král a jeho domácnost byli kritizováni za jejich velké výdaje v zemi s vysokou mírou chudoby. Zprávy tvrdí, že velký počet králových manželek a dětí „zabírá velkou část (národního) rozpočtu“ a že „se zdá, že královská rodina žije ve svém vlastním světě, který je problémy země zcela nedotčen“.
Mezi královy sourozence patří Mantfombi Dlamini, královna Zulů v Jihoafrické republice, zatímco jedním z nepokrevních příbuzných je princezna Zenani Mandela-Dlamini, členka rodiny náčelníků Mandela v jihoafrickém Mvezu.
Několik členů královské rodiny bylo vzděláváno v zahraničí: král Mswati III. strávil několik let na Sherborne School v Dorsetu v Anglii a jeho nejstarší dcera Inkhosatana Sikhanyiso Dlamini studovala na St. Edmund's College v Hertfordshire a na Biola University v Kalifornii ve Spojených státech. Princ Banele Maphevu Dlamini několik let studoval v New Yorku v USA. 
Současným oficiálním sídlem královské rodiny je palác Ludzindzini v Lobambě; další královské paláce existují pro manželky královny. 

## Svazijští panovníci z dynastie Dlamini
- Sobhuza I. (Ngwane IV.) – (1815–1836), sjednotil místní kmenové státečky
  - regent (1836–1840)
- Mswati II. – (1840–1875), zemřel už roku 1868
  - regent (1868–1875)
- Mbandzeni – (1875–1889), jeho bratr
  - regent (1889–1894)
- Ngwane V. – (1889–1899), pod britským protektorátem
  - regent královská matka (1899–1921)
- Sobhuza II. – (1899–1982), jeho syn, do roku 1968 pod britským protektorátem, pak král nezávislého Svazijska. S téměř 83 lety vlády pravděpodobně nejdéle vládnoucí panovník světové historie.
  - regent (1982–1986)
- Mswati III. – (od 1986), jeho syn